# Lepturges hylaeanus
Lepturges hylaeanus là một loài bọ cánh cứng trong họ Cerambycidae.